# Nationer som inte deltog i olympiska vinterspelen 2006
Några länder planerade att delta i olympiska vinterspelen 2006 men gjorde det inte.

## Irak

Iraks flagga

Faisal Faisal misslyckades med att kvalificera sig till tävlingarna i skeleton.
Irak har aldrig deltagit i olympiska vinterspelen

## Jamaica

Jamaicas flagga.

Jamaica skickade inga idrottare till olympiska vinterspelen 2006. Jamaicas boblag misslyckades med att kvalificera sig till spelen. Den tidigare jamaicanska bobåkaren Lascelles Brown, som föddes i Jamaica, skaffade sig ett kanadensiskt medborgarskap i januari 2006 och tog silver i två-manna samt kom fyra i fyra-manna.
Jamaica hade deltagit i alla vinter-OS från 1988 till 2002.

## Mexiko

Mexikos flagga

Mexiko skickade inga idrottare till olympiska vinterspelen 2006. Lagen för bob och skeleton misslyckades med att kvalificera sig till spelen. Den alpina skidåkaren Hubertus von Hohenlohe hade tillräckligt många världscupspoäng för att ställa upp i spelen, men Mexikos olympiska kommitté beslutade att inte skicka enbart en idrottare till spelen. von Hehenlohe kämpade lönlöst för att få vara med i sitt femte spel, med stöd från Italiens olympiska kommitté, IOK och FIS.

## Marocko

Marockos flagga

Marocko kvalificerade sig för att delta i olympiska vinterspelen 2006 representerade av Samir Azzimani (som bor i Frankrike) och Sarah Ben Mansour (som bor i Belgien), men deras namn fanns inte med på startlistorna.
Artonåriga Ben Mansour föddes utanför Antwerpen. Hans mamma är marockansk, han har uppfostrats muslimskt och han har tränat skidåkning på afrikanskt vis. Han skulle ställa upp i spelen men han skadade sitt knä strax före spelen.

## Pakistan

Pakistans flagga

Pakistan planerade att skicka två alpina skidåkare till spelen. Både Muhammed Abbas och Waseem Abbas misslyckades med att kvalificera sig.

## Peru

Perus flagga

Peru hade planer på att skicka en trupp till olympiska vinterspelen för första gången. Men de lyckades inte att komma till invigningsceremonin, och de fyra snowboardåkarna misslyckades att anmäla sig till tävlingarna.

## Amerikanska Jungfruöarna

Amerikanska Jungfruöarnas flagga

Amerikanska Jungfruöarna skickade en deltagare, Anne Abernathy, till olympiska vinterspelen 2006. Hon skulle delta i rodel, men hon skadade sin vrist under träning inför spelen och kunde inte delta.